# Pseudorhipsalis lankesteri
Pseudorhipsalis lankesteri là một loài thực vật có hoa trong họ Cactaceae. Loài này được (Kimnach) Barthlott miêu tả khoa học đầu tiên năm 1991.